# The Hardest Part
A The Hardest Part egy dal az amerikai Blondie rockegyüttes 1979-es Eat to the Beat albumáról. Kislemezen is megjelent Amerikában, az Union City Blue helyett (ez csak Angliában jelent meg). A szerzői az együttes vezető dalszerző párosa, Debbie Harry énekesnő és Chris Stein gitáros voltak. Kislemezként csekély sikereket ért el, a Billboard Hot 100-on a 84. helyet érte el, részben az abban a hónapban kibocsátott Call Me sikerének köszönhetően.

## Kislemez kiadás

### US 7" (CHS 2408, February 1980)
1. The Hardest Part (Debbie Harry, Chris Stein) - 3:42
2. Sound-A-Sleep (Harry, Stein) – 4:18

## Külső hivatkozások
- Dalszöveg
- Videóklip
- Slágerlista alakulása (angolul)